# Paige Compositor

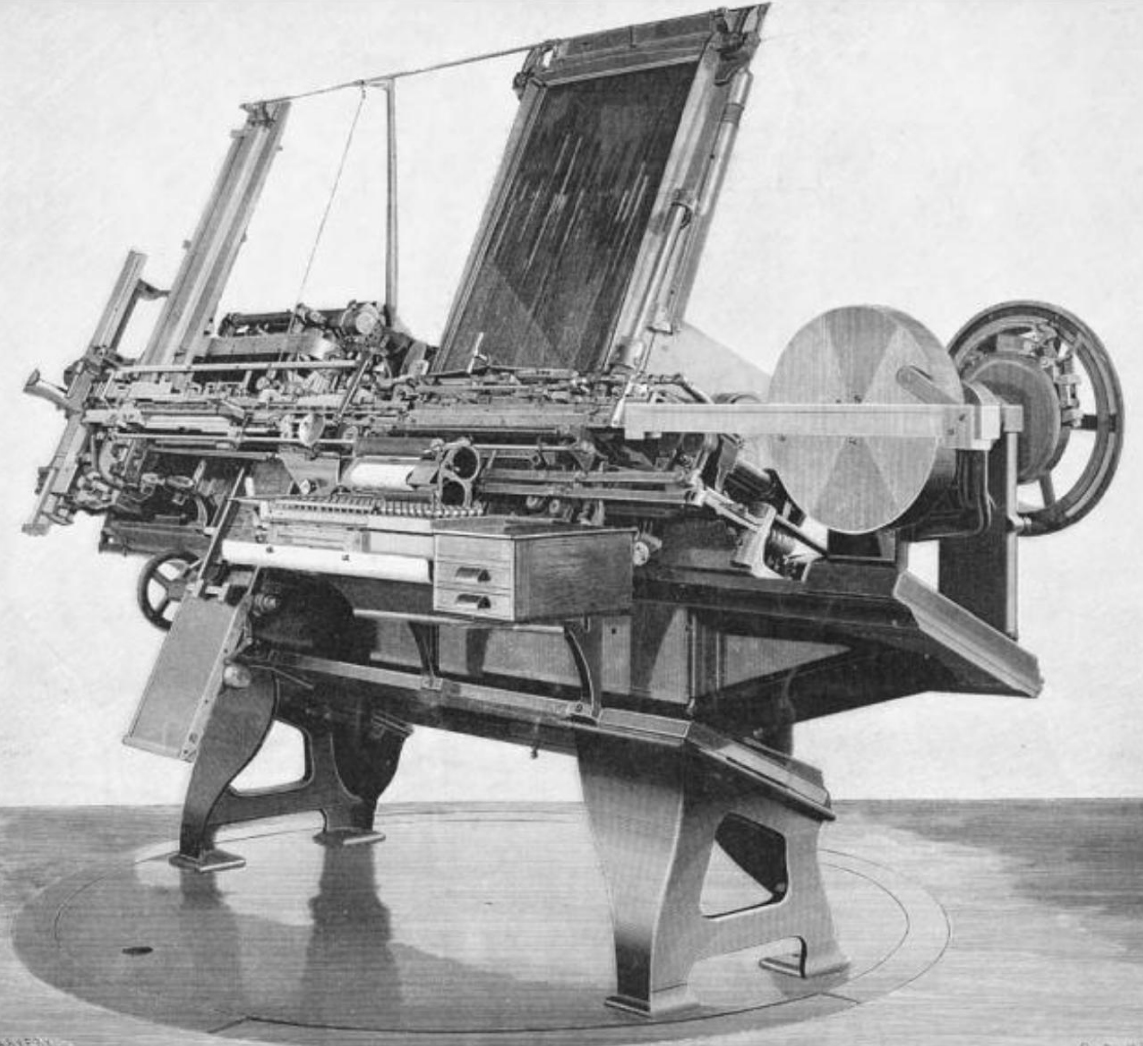
Paige Compositor

Paige Compositor é uma invenção de origem americana desenvolvida por James Paige entre 1872 e 1888. Foi criada com a intenção de substituir a formatação de texto humana em uma prensa móvel por um braço mecânico.
O mecanismo, no entanto, jamais obteve a precisão necessária, tornando-se inviável devido à necessidade constante de ajustes baseados em tentativa e erro.
Apesar de empreendimento fracassado, o Paige Compositor tornou-se conhecido em decorrência dos 300,000 dólares (o equivalente a $7,720,000 em valores de 2010) investidos nele pelo autor Mark Twain. Ex-impressor e tipógrafo, Twain comprometeu não só os lucros das vendas de seus livros, mas também boa parte de uma herança recebida por sua esposa, Olivia Clemens.
Muitos estudiosos apontam a confiança excessiva nos ganhos que esta máquina e outras invenções mal-sucedidas poderiam gerar como o principal motivo não só da ruína financeira da família Twain, mas também do declínio da sagacidade e humor característicos do autor.